# 일본장수도롱뇽

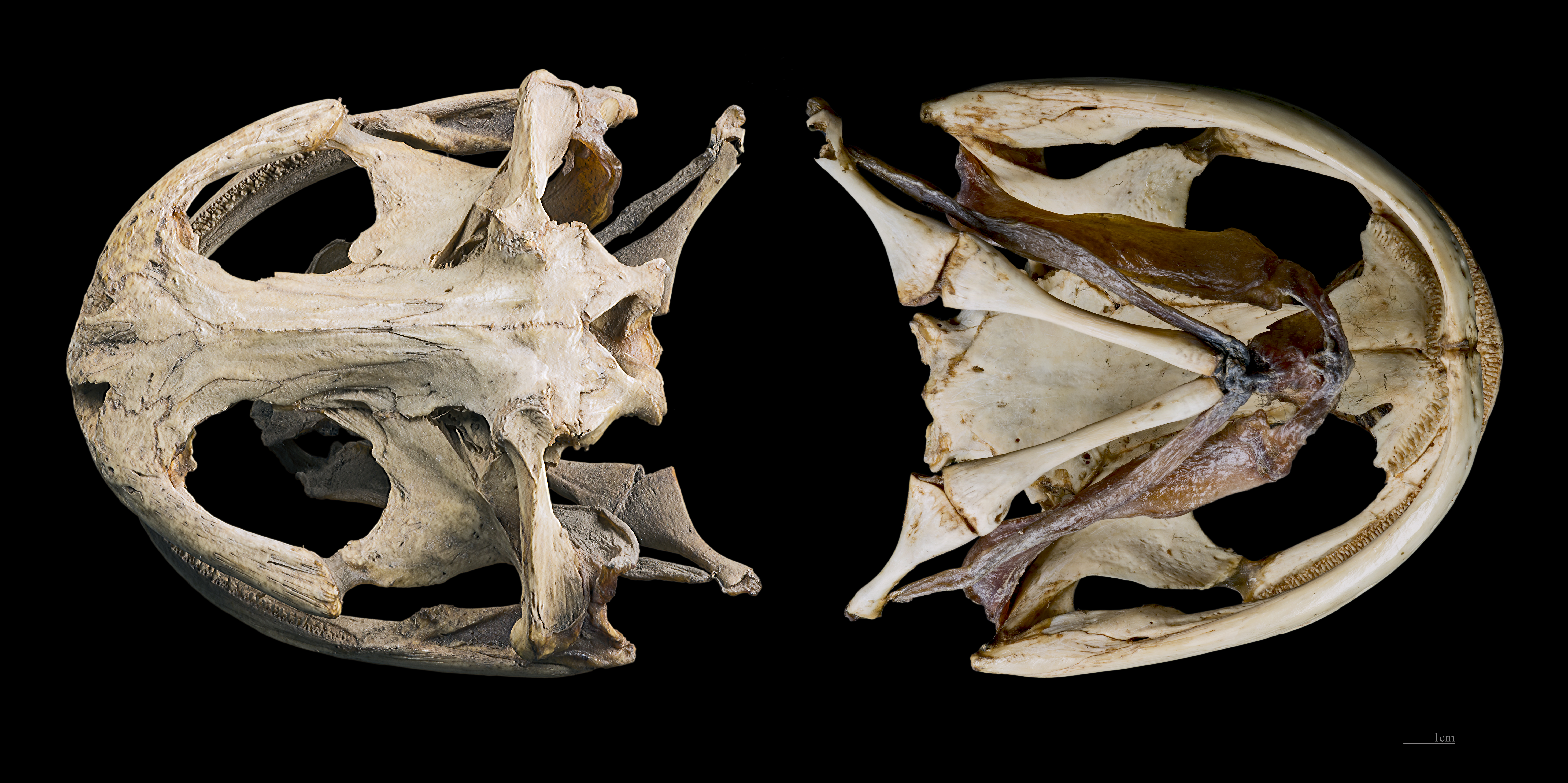
Andrias japonicus

일본장수도롱뇽(학명: Andrias japonicus 안드리아스 야포니쿠스[*])는 일본에만 서식하는 대형 도롱뇽이다. 몸길이는 최대 1.5미터이며, 유사한 중국장수도롱뇽(A. davidianus)에 이어 두 번째로 큰 양서류이다.

## 행동
일본장수도롱뇽은 깨끗하고 차가운 내천에만 서식하며, 거의 물에서 살며 야행성이다. 시력은 좋지 못하므로, 이마에 있는 감각 기관에 의존한다. 주식은 곤충, 개구리, 물고기 등이다. 물질대사율은 상당히 낮은 편으로 자연에서의 적은 거의 없다. 사육하의 개체는 52년까지 산 적이 있다.

## 역사
서양에는 1820년대에 처음으로 존재가 확인되었다.
현재 이들의 생존에 가장 큰 영향을 끼치는 것은 서식지인 강에 건설되는 댐이다. 댐이 건설되면 먹이자원이 고갈되며, 따라서 인간의 쓰레기를 먹기도 한다. 댐을 오르려고 하다가 미끄러지기도 한다.